# Etrusca disciplina

Etrusca disciplina  est une expression latine qui se rapporte à la religion étrusque et désigne l'ensemble des pratiques divinatoires et des rites, privés ou publics, consignés dans des livres révélés, régissant les rapports entre les dieux et les hommes. Comme le mot latin disciplina l'indique, dans l'esprit des Anciens, il s'agit d'une science. Tous les traités en langue étrusque ayant disparu, cette littérature ne nous est connue que par des auteurs latins comme Caton, Varron et surtout Cicéron dans son De divinatione, les Romains ayant utilisé les services des devins étrusques longtemps après leur assimilation.

## Mythologie
« [...]  ce laboureur tyrrhénien, lorsqu'il aperçut, dans son champ, une glèbe, sans que le soc l'agitât, se mouvoir d'elle-même, se dépouiller de sa forme, prendre celle d'un homme, et commencer la vie en ouvrant la bouche pour prédire l'avenir. Les indigènes l'appelèrent Tagès. Il enseigna, le premier, aux Étrusques, l'art de connaître les choses futures. »

— Ovide, Métamorphose 450
.

## Les livres révélés
À l'inverse de la religion grecque, celle des Étrusques s'appuie sur des « saintes écritures ».
Ces livres d'autorité sont ceux de leurs prophètes (libri Tagetici de Tagès, libri Vegoici de Vegoia), et ceux de leurs pratiques sacrées. Ils accompagnent les  haruspices, avec leurs autres objets rituels, lors de leurs pratiques sacrées (le bâton lituus, un costume particulier à franges rappelant la fourrure des peaux de bêtes...) :
Libri haruspicini,
Divination par l'observation des entrailles d'animaux sacrifiés, usage de modèle de foie (foie de Plaisance définissant les zones attribuées aux divinités).
Libri fulgurales, 
Interprétation de la foudre et du tonnerre, en général des phénomènes naturels d'une part, des prodiges d'autre part (phénomènes sans causes apparentes).
Libri rituales,
Plusieurs domaines d'action déterminantes pour l'organisation sociale,  l'urbanisme : 
- la fondation des villes, le cadastre, les limites de propriétés
- les techniques hydrauliques pour l'emplacement des nappes phréatiques, celles des puits artésiens, des canaux d'irrigation, des égouts.
- la consécration des temples,
- inviolabilité des remparts, lois relatives aux portes, division en tribus, curiae et centuriae,
- l'organisation des armées, pratiques relatives à la guerre et à la paix.

divisés en plusieurs autres livres :
- libri fatales, la division des moments de la vie
- libri Acherontici, sur l'au-delà et le passage de la vie à la mort et les tombeaux.
- Ostentaria, offrandes aux divinités suivant les actes de la vie.
- libri exercituales, forme réduite des libri pour l'haruspice accompagnant les armées sur le terrain de leurs exploits.

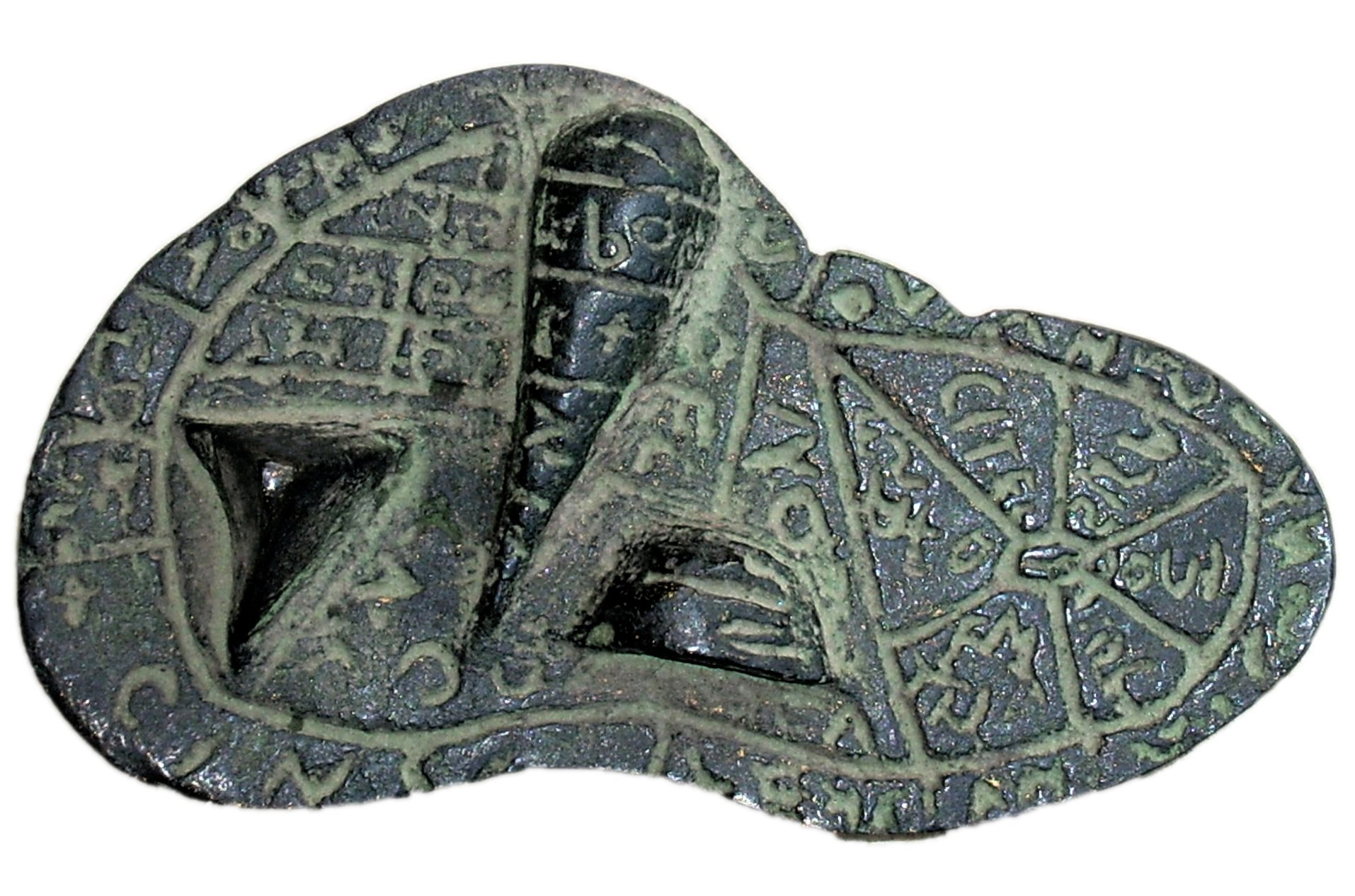
Le foie de Plaisance